# Hard To Kill (2021)
Hard To Kill (2021) – gala wrestlingu, zorganizowana przez amerykańską federację Impact Wrestling (IW), która była nadawana na żywo w systemie pay-per-view i za pośrednictwem platformy Fite.tv. Odbyła się 16 stycznia 2021 w Skyway Studios w Nashville. Była to druga gala z cyklu Hard To Kill, a zarazem pierwsze pay-per-view IW w 2021.
Karta walk składała się z dziewięciu pojedynków, w tym trzech o tytuły mistrzowskie, a samo wydarzenie poprzedził Pre-show match. W walce wieczoru, mistrz świata AEW, Kenny Omega, i Impact World Tag Team Championi, The Good Brothers (Karl Anderson i Doc Gallows) pokonali mistrza świata Impact Wrestling, Richa Swanna, Chrisa Sabina i Moose’a. W innych pojedynkach Eddie Edwards pokonał Samiego Callihana w Barbed Wire Massacre matchu, Deonna Purrazzo zachowała Impact Knockouts Championship w walce z Tayą Valkyrie, Manik obronił Impact X Division Championship w Triple Threat matchu przeciwko Rohitowi Raju i Chrisowi Beyowi. W finale turnieju o przywrócone Impact Knockouts Tag Team Championship, Fire N Flava (Kiera Hogan i Tasha Steelz) pokonały Havok i Nevaeh. Na Hard to Kill debiut ringowy w Impact Wrestling zanotowali Kenny Omega i Matt Cordona.

## Tło
Na Bound for Glory (24 października 2020) Impact Wrestling podał informację, że druga edycja Hard To Kill odbędzie się 16 stycznia 2021. Tego samego dnia, dziewięć godzin przed rozpoczęciem wydarzenia, federacja zaplanowała interaktywne spotkanie fanów z zawodnikami za pomocą platformy do wideokonferencji Zoom. Zapowiedziano udział: Richa Swanna, Deonny Purrazzo, The Good Brothers (Karl Anderson i Doc Gallows), Dona Callisa, Erica Younga, Motor City Machine Guns (Chris Sabin i Alex Shelley) oraz Tashy Steelz i Kiery Hogan.

## Rywalizacje
Hard To Kill oferowało walki wrestlingu z udziałem różnych zawodników na podstawie przygotowanych wcześniej scenariuszy i rywalizacji, które są realizowane podczas cotygodniowych odcinków programu Impact!. Wrestlerzy odgrywają role pozytywnych (face) lub negatywnych bohaterów (heel), którzy rywalizują pomiędzy sobą w seriach walk mających budować napięcie.

### Six Man Tag Team match
Na początku grudnia All Elite Wrestling (AEW) rozpoczęło współpracę z Impact Wrestling. W specjalnym odcinku AEW Dynamite o nazwie Winter is Coming, mającym miejsce 2 grudnia, Kenny Omega zdobył AEW World Championship po nieczystym zwycięstwie nad Jonem Moxleyem. W czasie pojedynku uzyskał pomoc ze strony Dona Callisa, długoletniego przyjaciela, a zarazem wiceprezesa ds. wykonawczych federacji Impact Wrestling, który tego dnia był gościnnym komentatorem. Po meczu obaj opuścili arenę, udali się do samochodu, po czym Callis powiedział, że pojawią się 8 grudnia w odcinku Impactu!, aby wyjaśnić tę sytuację. Podczas epizodu opowiedzieli historię swojej przyjaźni. Na gali Final Resolution (12 grudnia) Omega i Callis wspierali Karla Andersona, jednego z Impact World Tag Team Championów, przed jego meczem z Ethanem Pagem. Omega i Anderson (oraz jego partner drużynowy z The Good Brothers - Doc Gallows) należeli do grupy zawodników, znanej pod nazwą Bullet Club, sformowanej w japońskiej federacji New Japan Pro-Wrestling. W odcinku Impactu! z 15 grudnia Anderson pokonał członka The Motor City Machine Guns, Chrisa Sabina (wspieranego przy ringu przez Alexa Shelleya), w oszukańczy sposób. Po zakończeniu pojedynku Rich Swann, Impact World Champion, chciał porozmawiać z nim, nie zgadzając się na jego naganne zachowanie jako mistrza. Wtedy Anderson zaatakował go. Chwilę później rozpętała się bójka między Andersonem i Gallowsem a Swannem, Sabinem i Shelleyem. Szalę zwycięstwa na stronę antagonistów przechyliło przybycie Kenny’ego Omegi. Don Callis ogłosił oficjalnie, że Omega i The Good Brothers stawią czoło Swannowi i The Mothor City Machine Guns na Hard To Kill w Six Man Tag Team matchu.

### Pojedynek o Impact X Division Championship
10 listopada Rohit Raju obronił Impact X Division Championship w walce z TJP. Zgodnie z przedmeczowymi ustaleniami, gdyby pretendent przegrał, nie mógłby walczyć o ten tytuł mistrzowski, dopóki mistrzem byłby Rohit. Na Final Resolution Manik (zamaskowana postać, w którą wciela się TJP) odpowiedział na otwarte wyzwanie czempiona, pokonał go, zdobywając jednocześnie Impact X Division Championship. 15 grudnia Chris Bey zaproponował Raju towarzyszenie mu przy ringu w czasie jego walki z Manikiem bez tytułu na szali. Mógłby wtedy zdemaskować rywala i skłonić zarząd federacji do zwrócenia mu tytułu mistrzowskiego. Kiedy Rohit próbował zrealizować swój cel w czasie spotkania, Bey powiedział mu, że chce najpierw wygrać starcie. Sfrustrowany działaniami sojusznika, były mistrz zaatakował go od tyłu, kończąc mecz dyskwalifikacją. Był to element planu Beya. Technicznie pokonał Impact X Division Championa, więc władze Impact Wrestling dołączyły go do walki rewanżowej między Rohitem Raju a Manikiem na Hard To Kill. Raju podjął kolejne nieskuteczne próby zdemaskowania mistrza w czasie wspólnego Tag Team matchu z Chrisem Beyem przeciwko Manikowi i Suicide’owi.

### Pojedynek o Impact Knockouts Championship
8 grudnia Taya Valkyrie i Rosemary pokonały Impact Knockouts Championkę, Deonnę Purrazzo, i Kimber Lee w pierwszej rundzie turnieju o Impact Knockouts Tag Team Championship. Na Final Resolution Purrazzo obroniła mistrzostwo kobiet w spotkaniu z Rosemary, po czym skonfrontowała się z Valkyrie, niezadowoloną z końcowego rezultatu. W odcinku Impactu! z 15 grudnia mistrzyni z pomocą sojuszniczki uniemożliwiły rywalkom zwycięstwo w drugiej rundzie zawodów, gdy te mierzyły się z Kierą Hogan i Tashą Steelz. Tydzień później Valkyrie, jako najdłużej panująca Impact Knockouts Championka w historii federacji, wyzwała Purrazzo na pojedynek na Hard To Kill, z tytułem mistrzowskim na szali. Rywalka przyjęła wyzwanie, mówiąc że zwycięstwo nad tak uznaną zawodniczką pozwoli jej położyć podwalinę pod jej pamiętne panowanie. 12 stycznia Valkyrie przegrała z Kimber Lee, gdy Purrazzo i jej nowa protegowana, Susan, rozproszyły uwagę rywalki, atakując Rosemary.

### Rosemary i Crazzy Steve vs. Tenille Dashwood i Kaleb With a K
5 stycznia Tenille Dashwood zaproponowała Rosemary zawiązanie sojuszu. „The Demon Assassin” stanowczo odrzuciła propozycję, po czym tydzień później obie stoczyły pojedynek. W trakcie meczu Crazzy Steve opowiedział się po stronie Rosemary, zmuszając do ucieczki towarzysza Dashwood - Kaleba With a K. Rosemary wykorzystała zamieszanie i pokonała rywalkę.

### Powrót Impact Knockouts Tag Team Championship
Na Bound for Glory zapowiedziano powrót mistrzostwa tag teamowego kobiet, Impact Knockouts Tag Team Championship. Tytuł ten funkcjonował w federacji w latach 2009–2013. Zwyciężczynie miał wyłonić ośmiodrużynowy turniej, którego finał zaplanowano na Hard To Kill. Zawody rozpoczęły się w odcinku Impactu! z 17 listopada 2020, kiedy to Havok i Nevaeh pokonały Tenille Dashwood i Alishę, tydzień później Kiera Hogan i Tasha Steelz zwyciężyły Team Sea Stars (Ashley Vox i Delmi Exo), a w następnym odcinku programu Jordynne Grace i Jazz wyeliminowały Killer Kelly i Renee Michelle. W ostatnim pojedynku ćwierćfinałowym Taya Valkyrie i Rosemary były lepsze od Impact Knockouts Championki, Deonny Purrazzo, i Kimber Lee. W następnej rundzie Kiera Hogan i Tasha Steelz pokonały Valkyrie i Rosemary dzięki interwencji Purrazzo i Lee. Do finału awansowały również Havok i Nevaeh po zwycięstwie nad Jordynne Grace i Jazz.

## Wyniki
Zestawienie zostało oparte na źródle:
| Nr                                                                   | Wyniki | Stypulacje                                                        | Czas  |
| -------------------------------------------------------------------- | --- | ----------------------------------------------------------------- | ----- |
| 1P                                                                   | Brian Myers pokonał Josha Alexandra                                                                           | Singles match                                                     | 10:55 |
| 2                                                                    | Rosemary i Crazzy Steve pokonali Tenille Dashwood i Kaleba With a K                                           | Mixed Tag Team match                                              | 8:55  |
| 3                                                                    | Violent by Design (Eric Young, Deaner i Joe Doering) pokonali Cousina Jake’a, Rhino i Tommy’ego Dreamera      | Old School Rules match                                            | 9:55  |
| 4                                                                    | Fire N Flava (Kiera Hogan i Tasha Steelz) pokonały Havok i Nevaeh                                             | Finał turnieju o odrodzony Impact Knockouts Tag Team Championship | 8:40  |
| 5                                                                    | Matt Cardona pokonał Ace’a Austina (z Madmanem Fultonem) przez dyskwalifikację                                | Singles match                                                     | 2:30  |
| 6                                                                    | Manik (c) pokonał Rohita Raju i Chrisa Beya                                                                   | Triple Threat match o Impact X Division Championship              | 13:50 |
| 7                                                                    | Deonna Purrazzo (c) pokonała Tayę Valkyrie przez zmuszenie do poddania                                        | Singles match o Impact Knockouts Championship                     | 11:40 |
| 8                                                                    | The Karate Man pokonał Ethana Page’a                                                                          | Singles match                                                     | –     |
| 9                                                                    | Eddie Edwards pokonał Samiego Callihana                                                                       | Barbed Wire Massacre match                                        | 18:50 |
| 10                                                                   | Kenny Omega i The Good Brothers (Luke Gallows i Karl Anderson) pokonali Richa Swanna, Chrisa Sabina i Moose’a | Six Man Tag Team match                                            | 20:30 |
| (c) – mistrz/mistrzyni przed walkąP – walka miała miejsce w pre-show | |                                                                   |       |

### Tabelka turnieju o Impact Knockouts Tag Team Championship
|  | Ćwierćfinały (Impact!) 17 i 24 listopada 2020, 1 i 8 grudnia 2020 | Ćwierćfinały (Impact!) 17 i 24 listopada 2020, 1 i 8 grudnia 2020 |                            |     | Półfinały (Impact!) 15 grudnia 2020, 5 stycznia 2021 | Półfinały (Impact!) 15 grudnia 2020, 5 stycznia 2021 |  |  | Finał (Hard To Kill) | Finał (Hard To Kill) |
|  |                                                                   |                                                                   |                            |     |                                                      |                                                      |  |  |                      |                      |
|  |                                                                   |                                                                   |                            |     |                                                      |                                                      |  |  |                      |                      |
|  |                                                                   |                                                                   |                            |     |                                                      |                                                      |  |  |                      |                      |
|  | Havok i Nevaeh                                                    | Pin                                                               |                            |     |                                                      |                                                      |  |  |                      |                      |
|  | Havok i Nevaeh                                                    | Pin                                                               |                            |     |                                                      |                                                      |  |  |                      |                      |
|  | Tenille Dashwood i Alisha                                         | 6:32                                                              |                            |     |                                                      |                                                      |  |  |                      |                      |
|  | Tenille Dashwood i Alisha                                         | 6:32                                                              | Havok i Nevaeh             | Pin |                                                      |                                                      |  |  |                      |                      |
|  |                                                                   |                                                                   | Havok i Nevaeh             | Pin |                                                      |                                                      |  |  |                      |                      |
|  |                                                                   | Jordynne Grace i Jazz                                             | 9:49                       |     |                                                      |                                                      |  |  |                      |                      |
|  | Jordynne Grace i Jazz                                             | Jordynne Grace i Jazz                                             | 9:49                       | Pin |                                                      |                                                      |  |  |                      |                      |
|  | Jordynne Grace i Jazz                                             |                                                                   |                            | Pin |                                                      |                                                      |  |  |                      |                      |
|  | Killer Kelly i Renee Michelle                                     | 8:54                                                              |                            |     |                                                      |                                                      |  |  |                      |                      |
|  | Killer Kelly i Renee Michelle                                     | 8:54                                                              | Havok i Nevaeh             | Pin |                                                      |                                                      |  |  |                      |                      |
|  |                                                                   |                                                                   | Havok i Nevaeh             | Pin |                                                      |                                                      |  |  |                      |                      |
|  |                                                                   | Kiera Hogan i Tasha Steelz                                        | 8:40                       |     |                                                      |                                                      |  |  |                      |                      |
|  | Kiera Hogan i Tasha Steelz                                        | Kiera Hogan i Tasha Steelz                                        | 8:40                       | Pin |                                                      |                                                      |  |  |                      |                      |
|  | Kiera Hogan i Tasha Steelz                                        |                                                                   |                            | Pin |                                                      |                                                      |  |  |                      |                      |
|  | Team Sea Stars (Ahsley Vox i Demi Exo)                            | 7:10                                                              |                            |     |                                                      |                                                      |  |  |                      |                      |
|  | Team Sea Stars (Ahsley Vox i Demi Exo)                            | 7:10                                                              | Kiera Hogan i Tasha Steelz | Pin |                                                      |                                                      |  |  |                      |                      |
|  |                                                                   |                                                                   | Kiera Hogan i Tasha Steelz | Pin |                                                      |                                                      |  |  |                      |                      |
|  |                                                                   | Taya Valkyrie i Rosemary                                          | 7:28                       |     |                                                      |                                                      |  |  |                      |                      |
|  | Taya Valkyrie i Rosemary                                          | Taya Valkyrie i Rosemary                                          | 7:28                       | Pin |                                                      |                                                      |  |  |                      |                      |
|  | Taya Valkyrie i Rosemary                                          |                                                                   |                            | Pin |                                                      |                                                      |  |  |                      |                      |
|  | Deonna Purrazzo i Kimber Lee                                      | 6:59                                                              |                            |     |                                                      |                                                      |  |  |                      |                      |
|  | Deonna Purrazzo i Kimber Lee                                      | 6:59                                                              |                            |     |                                                      |                                                      |  |  |                      |                      |